# CD Большой Медведицы
CD Большой Медведицы (лат. CD Ursae Majoris) — одиночная переменная звезда в созвездии Большой Медведицы на расстоянии (вычисленном из значения параллакса) приблизительно 23566 световых лет (около 7225 парсеков) от Солнца. Видимая звёздная величина звезды — от +15,4m до +13,9m.

## Характеристики
CD Большой Медведицы — пульсирующая переменная звезда типа RR Лиры (RRAB).